# 巴朗巴克
巴朗巴克（法語：Barembach，发音：[baʁɑ̃bak]）是法国下莱茵省的一个市镇，位于该省西南部，属于莫尔赛姆区和米齐格县（Mutzig）。该市镇总面积9.92平方公里，2009年时的人口为872人。

## 人口
巴朗巴克人口变化图示